# Епархия Тибиуки
Епархия Тибиуки (лат.  Dioecesis Thibiucensis ) — упразднённая епархия, в настоящее время титулярная епархия Римско-Католической церкви.

## История
Античный город Тибиука, идентифицируемый сегодня с археологическими раскопками «Henchir-Gâssa» на территории современного Туниса, находился в римской провинции Африка. До VI века Тибиука был центром одноимённой епархии, входящей в митрополию Карфагена.
С 1875 года епархия Тибиуки является титулярной епархией Римско-Католической церкви.

## Епископы
- епископ святой Феликс (упоминается в 303 году);
- епископ Пасказий (упоминается в 411 году).

## Титулярные епископы
- епископ Ippolito Rotoli (2.09.1967 — 4.10.1977);
- епископ Nestor Celestial Cariño (9.03.1978 — 12.08.1980) — назначен епископом Боронгана;
- епископ Patricio Hacbang Alo (14.04.1981 — 9.11.1984) — назначен епископом Мати;
- епископ Jesus Castro Galang (23.05.1987 — 7.12.1991) — назначен епископом Урданеты;
- епископ Michael John Sheridan (9.07.1997 — 4.12.2001);
- епископ Андрей Ём Су Чжун (1.12.2001 — 10.05.2012) — назначен архиепископом Сеула;
- епископ Eugenio Coter (2.02.2013 — по настоящее время).

## Источник
- Annuario Pontificio, Libreria Editrice Vaticana, Città del Vaticano, 2003, стр. 913, ISBN 88-209-7422-3
- J. Mesnage, L’Afrique chrétienne, Paris 1912, стр. 172—173  (лат.)